# Vanessa Marano

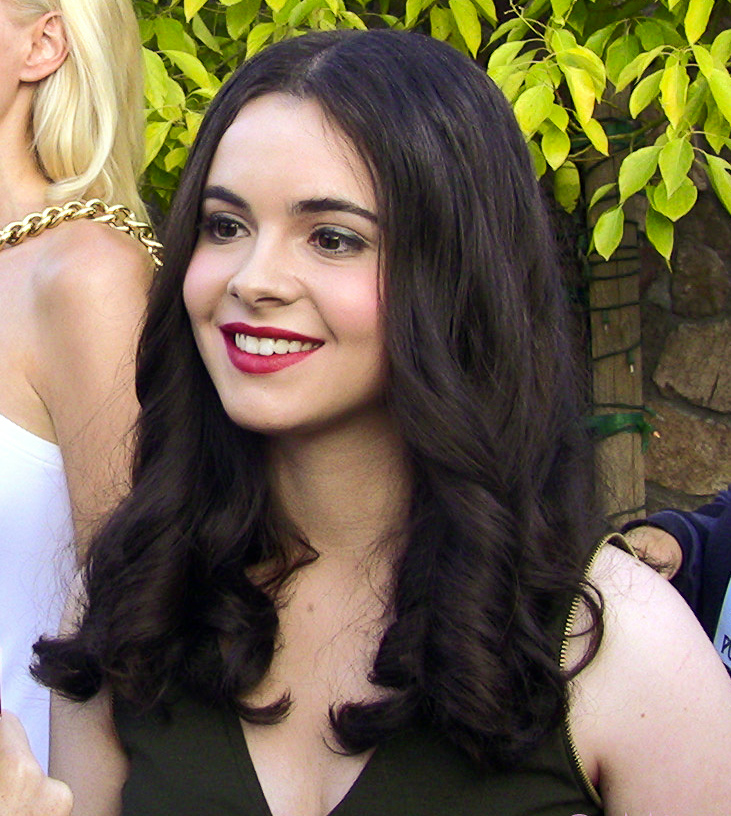
Vanessa Marano bei den Saturn Awards 2011

Vanessa Nicole Marano (* 31. Oktober 1992 in Los Angeles, Kalifornien) ist eine US-amerikanische Schauspielerin.

## Leben
Vanessa Marano ist die drei Jahre ältere Schwester von Laura Marano. Sie wurde in Los Angeles geboren, wo sie mit ihrer Schwester und ihrer Mutter Ellen aufwuchs. Im Alter von zwei Jahren stand sie das erste Mal vor der Kamera und arbeitet seit dieser Zeit für das „Stage Door Theater“. Einem größeren Publikum wurde sie durch ihre Rolle der April Nardini in der Serie Gilmore Girls bekannt. Des Weiteren hatte sie kleine Rollen in Filmen wie Die Glamour Clique: Cinderella Rache und Senior Projekt. 2011 erhielt sie die Hauptrolle der Bay Kennish in der Drama-Serie Switched at Birth, für ihre Rolle wurde sie 2011 und 2013 für den Teen Choice Award nominiert. 2016 spielte sie erneut die Rolle der April in der Netflix-produzierten Miniserie Gilmore Girls: Ein neues Jahr. Weitere Film und Fernsehrollen folgten, ihr Schaffen umfasst mehr als 45 Produktionen.

## Filmografie (Auswahl)
- 2002–2004, 2009: Without a Trace – Spurlos verschwunden (Without a Trace, Fernsehserie, 12 Episoden)
- 2004: Keine Gnade für Dad (Grounded for Life, Fernsehserie, Episode 4x20)
- 2004: The Brooke Ellison Story (Fernsehfilm)
- 2005: Six Feet Under – Gestorben wird immer (Six Feet Under, Fernsehserie, 2 Episoden)
- 2005: The Comeback (Fernsehserie, 6 Episoden)
- 2005: Malcolm mittendrin (Malcolm in the Middle, Fernsehserie, Episode 7x09)
- 2005–2007: Gilmore Girls (Fernsehserie, 13 Episoden)
- 2008: The Closer (Fernsehserie, Episode 4x06)
- 2008: Ghost Whisperer – Stimmen aus dem Jenseits (Ghost Whisperer, Fernsehserie, Episode 4x03)
- 2008: Die Glamour-Clique – Cinderellas Rache (The Clique, Fernsehfilm)
- 2008–2010: Schatten der Leidenschaft (The Young and the Restless, Seifenoper)
- 2009: Trust Me (Fernsehserie, 5 Episoden)
- 2009: Dear Lemon Lima
- 2009, 2011: Dexter (Fernsehserie, 6 Episoden)
- 2010: Scoundrels (Fernsehserie, 8 Episoden)
- 2010: Medium – Nichts bleibt verborgen (Medium, Fernsehserie, Episoden 6x17–6x18)
- 2010: Marry Me (Miniserie, 2 Episoden)
- 2011: Private Practice (Fernsehserie, Episode 4x18)
- 2011: CSI: Vegas (CSI: Crime Scene Investigation, Fernsehserie, Episode 12x05)
- 2011–2017: Switched at Birth (Fernsehserie)
- 2012: Grey’s Anatomy (Fernsehserie, Episode 8x20)
- 2013: Perception (Fernsehserie, Episode 2x04)
- 2013: The Secret Lives of Dorks
- 2014: Senior Project
- 2014: Navy CIS: New Orleans (NCIS: New Orleans, Fernsehserie, Episode 1x04)
- 2016: Gilmore Girls: Ein neues Jahr (Gilmore Girls: A Year in the Life, Miniserie, Episode 1x03)
- 2018: Seattle Firefighters – Die jungen Helden (Station 19, Fernsehserie, 2 Episoden)
- 2018–2019: The Dead Girls Detective Agency (Fernsehserie, 22 Episoden)
- 2018–2022: Bad Boy (Fernsehserie, 5 Episoden)
- 2019: Rettet Zoë (Saving Zoë)
- 2019: Confessional
- 2020: This Is the Year
- 2020: How to Deter a Robber
- 2021: This Game’s Called Murder
- 2021: 9-1-1: Notruf L.A. (9-1-1, Fernsehserie, 2 Episoden)
- 2022: One Delicious Christmas